# 国府村立老和気小学校
国府村立老和気小学校 （こくふそんりつ おいわけしょうがっこう）は、かつて岐阜県吉城郡国府村（後の国府町。現・高山市）に存在した公立小学校。
校名の老和気は、越中東街道と荒城街道の追分があることからという。

## 概要
- 1961年、国府小学校に統合され廃校。
- 校舎は1962年3月迄、国府小学校老和気分教室として使用された。

## 沿革
- 1874年（明治7年）4月 - 広瀬学校から分離し、上広瀬学校として開校。三川村、上広瀬村の児童が通学。
- 1879年（明治12年）1月 - 上広瀬小学校に改称する。
- 1882年（明治15年） - 新築移転。
- 1886年（明治19年） - 上広瀬簡易科小学校に改称する。
- 1898年（明治31年） - 国府村大字上広瀬字小山に新築移転。
- 1916年（大正5年） - 農業補習学校を併設する。
- 1926年（大正15年）7月 - 農業青年訓練所を併設する。
- 1935年（昭和10年）11月14日 - 校舎を全焼する。1～4年生は南春寺[注釈 4]、5・6年生は国府尋常高等小学校で分散授業を行う。
- 1940年（昭和15年）8月 - 国府村大字上広瀬字和田に校舎を新築。
- 1941年（昭和16年）4月1日 - 上広瀬国民学校に改称する。
- 1947年（昭和22年）4月1日 - 国府村立老和気小学校に改称する。
- 1961年（昭和36年）3月31日 - 国府小学校に統合され、廃校。